# 拉梅什巴布·普拉格纳南达
拉梅什巴布·普拉格纳南达（羅馬化：Rameshbabu Praggnanandhaa，2005年8月10日—），暱稱普拉格（Pragg），印度国际象棋棋手、国际象棋特级大师。

## 生平
普拉格纳南达幼时便是一位国际象棋神童。2013年，7岁的普拉格纳南达夺得了世界青少年国际象棋锦标赛8岁组冠军，并获棋联大师（FM）称号。2015年，他又在10岁组比赛中夺魁。2016年，他成为了历史上最年轻的国际大师（IM）。2017年，他在世界青年国际象棋锦标赛中名列第四，获得了自己的第一个特级大师序分。2018年4月，他在希腊伊拉克利翁举行的费舍尔纪念赛中收获了第二个特级大师序分。同年6月，他又在意大利奥蒂塞伊举办的格里丁（Gredine）公开赛中拿下第三个特级大师序分，晋升国际象棋特级大师。他也以12岁10月13天的年龄成为了自谢尔盖·卡里亚金后历史上第二年轻的特级大师（GM）。
2019年7月，普拉格纳南达在丹麦举办的Xtracon公开赛上以7胜3平积8.5分的成绩夺冠。同年10月，夺得世界青少年锦标赛18岁组冠军。12月，他的等级分达到2600分，是历史上达此成就第二年轻的棋手（14岁3月24天）。2022年2月，普拉格在Airthings大师快棋赛中击败世界冠军芒努斯·卡尔森，成为了击败卡尔森的最年轻棋手。